# سياخريس
سياخريس أو كياجزارس (كياگزارس) أو كيخسرو أو فخشتر هو ملك ميديا من سنة 625 إلى سنة 585 ق م، وحسب هيرودوت هو يعتبر ثالث ملوك ميديا، خلف الحكم من والده فراورتيس، يعتبر من أفضل الملوك من ألذين حكموا ميديا، حيث تمكن من تكوين الإمبراطورية الميدية وتمكن بالتحالف مع البابليين الكلدانيين من إسقاط الإمبراطورية الآشورية واحتلال عاصمتها نينوى، كما قام بتزويج إبنته أميديا لملك بابل نبوخذ نصر الثاني لتعزيز التحالف بين بابل وميديا، توفي في سنة 585 ق م وخلفه في الحكم إبنه أستياغيس.